# فراشة سيناء الزرقاء
فراشة سيناء الزرقاء هي واحدة من أصغر فراشات العالم، متوطنة في محمية سانت كاترين، شبه جزيرة سيناء، مصر. تعيش وتتغذى على نبات الزعتيران، وتتغذى يرقتها على براعم النبات.